# سقوط فلوجه
سقوط فلوجه یا نبرد ۲۰۱۴ فلوجه به نبردی می‌گویند که در نتیجه آن داعش شهر فلوجه عراق را تصرف کرد.
در دی ۱۳۹۲/ ژانویه ۲۰۱۴ پس از به آتش کشیدن چادر معترضین در استان‌های سنی‌نشین عراق توسط نیروهای امنیتی، و عقب‌نشینی ارتش از دو شهر رمادی و فلوجه، نیروهای داعش از این فرصت استفاده کردند و نیمی از شهر فلوجه و قسمتی از شهر رمادی را به تصرف خود درآوردند و در این دو شهر به ایجاد ایستگاه‌های ایست و بازرسی مبادرت ورزیدند. عشایر عراق، در نبودِ ارتش، به مقابله با این گروه می‌پردازند.
در نهایت، داعش توانست کنترل کامل فلوجه را در دست بگیرد.
ولی طی نبرد، سرکرده داعش در رمادی کشته
و کنترل این دو شهر از دست آنان خارج شد.
هرچند داعش برای فلوجه یک والی تعیین کرده‌است.
پس از عقب‌نشینی داعش از این دو شهر در عملیات انتقام محمد در صحرای الانبار
، نبرد میان عشایر منطقه
، پلیس محلی
، ارتش عراق
، نیروهای داوطلب
از دیگر مناطق عراق از یک طرف و نیروهای داعش از طرف دیگر در استان الانبار عراق در جریان است.